# Śmigielska Kolej Dojazdowa

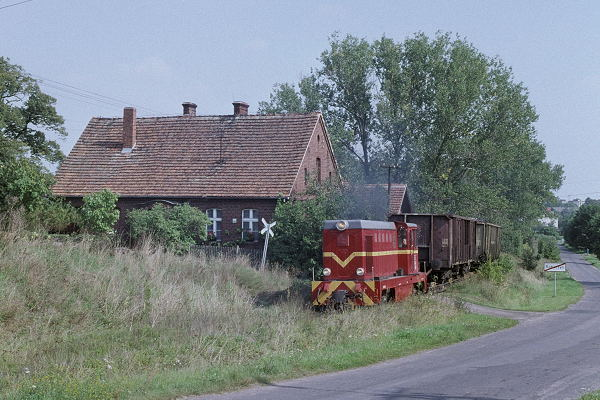
Lxd2 266 mit Rollwagenzug in Robaczyn (2004)

Die Śmigielska Kolej Dojazdowa ist eine Schmalspurbahn mit der Spurweite 750 mm in Polen in der Woiwodschaft Großpolen bzw. in der ehemaligen preußischen Provinz Posen.

## Geschichte

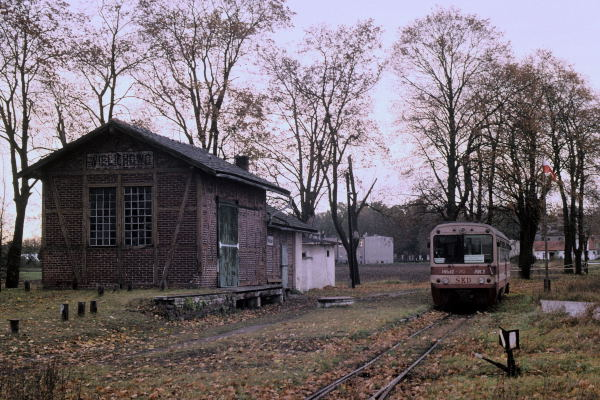
Triebwagen MBxd2 213 in Wielichowo (2003)

### Schmiegeler Kreisbahn (1900–1920)
Am 17. September 1900 nahm die Schmiegeler Kreisbahn die meterspurige Strecke von Kriewen (Krzywiń) nach Alt Boyen (Stare Bojanowo) an der Hauptbahn Posen–Breslau (Poznań−Wrocław) in Betrieb, zunächst nur im Güterverkehr. Am 1. September 1901 wurde die Strecke von Alt Boyen aus über die Kreisstadt Schmiegel (Śmigiel), Polnisch Wilke (Wilkowo Polskie) und Wielichowo bis nach Ujazd an der Strecke Grätz–Kosten (Grodzisk Wielkopolski–Kościan) verlängert. Die Gesamtlänge der Strecke betrug 58,8 km. Doch schon am 30. November 1905 wurde der Personenverkehr auf dem Abschnitt Wielichowo–Ujazd und der Gesamtbetrieb auf dem Abschnitt Lubnica (Łubnica)–Ujazd wieder eingestellt. Der Restabschnitt ohne Personenverkehr Wielichowo–Lubnica blieb für den Güterverkehr weiter in Betrieb und wurde 1908 bis nach Gradowice verlängert. 1909 wurden 61.591 t Güter und 104.777 Reisende befördert, die Kreisbahn hatte 28 Mitarbeiter.
Am 1. August 1910 wurde die Bahn von Wielichowo nach Rakwitz (Rakoniewice) verlängert, wobei die Strecke nordöstlich von Wielichowo von der Strecke nach Lubnica abzweigte und nördlich um Wielichowo herumgeführt wurde. Für den Bau der Strecke wurde das beim Abbau der Strecke Lubnica–Ujazd gewonnene Material verwendet. In Rakwitz bestand Anschluss an die 1905 eröffnete Normalspurstrecke Wollstein (Wolsztyn)–Grätz, die 1909 bis nach Posen verlängert worden war.
Der Schwerpunkt im Personenverkehr lag auf dem Pendelverkehr Schmiegel–Alt Boyen, nach Rakwitz verkehrten drei Zugpaare, nach Kriewen nur zwei. Im Güterverkehr wurden hauptsächlich Getreide und Kartoffeln befördert.

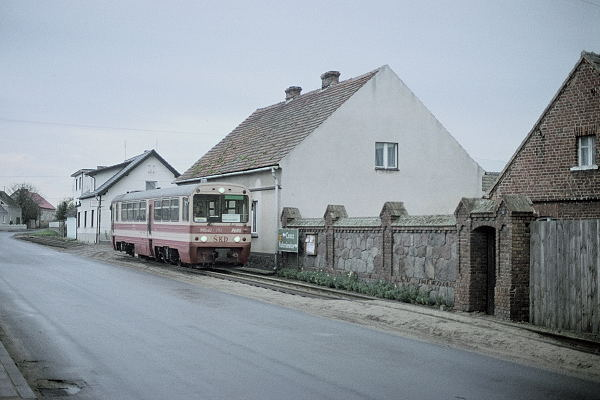
Triebwagen MBxd2 213 in Ziemin (2003)

### Zarząd Śmigielskiej Kolei Powiatowej w Śmiglu (1920–1949)
Durch den Versailler Vertrag kam die preußische Provinz Posen und damit auch die Schmiegeler Kreisbahn am 10. Januar 1920 zum neugebildeten polnischen Staat. Die Schmiegeler Kreisbahn hieß nun „Zarząd Śmigielskiej Kolei Powiatowej w Śmiglu“.
Am 21. April 1923 wurde die Einstellung des Gesamtbetriebs zum 7. Juli aufgrund des schlechten Gleiszustands angeordnet. Für die Strecke Wielichowo–Gradowice war die Einstellung endgültig, sie wurde nachfolgend abgebaut. Die anderen Teilstrecken wurden nach Ausbesserungsarbeiten noch 1923 wieder in Betrieb genommen.
Nach Zusammenlegung der Landkreise Śmigiel und Kościan wurde die bisherige Schmiegeler Kreisbahn mit der normalspurigen Kostener Kleinbahn Kościan–Gostyń vereinigt und fortan vom Zarząd Kościanskiej Kolei Powiatowej betrieben.
Der Personenverkehr auf der Strecke wurde in den 1930er Jahren weitgehend eingestellt, am 20. August 1931 endete der Personenverkehr zwischen Bojanowo Stare und Krzywiń. 1936 verblieben nur noch zwei Zugpaare Śmigiel–Bojanowo Stare. 1938 verkehrten nur mittwochs auch wieder je ein Zugpaar nach Wielichowo und Śniaty.
Im Zweiten Weltkrieg während deutscher Besetzung blieb der Personenverkehr zunächst eingestellt. Erst der Fahrplan von 1944 weist wieder Personenverkehr aus, nun aber wieder fast über die gesamte Strecke. Lediglich zwischen Wiesenstadt (Wielichowo) und Rakwitz ruhte der Personenverkehr. Als Betriebsführer fungierten die Gaubahnen Wartheland. Die Verlängerung der Strecke von Kriewen (Krzywiń) nach Jägern (Jerka) an der Normalspurstrecke Kosten–Gostingen (Kościan–Gostyń) war beabsichtigt, kam aber nicht zustande.
Nach Beendung der deutschen Besetzung wurde der Betrieb zunächst unter der Bezeichnung „Zarząd Śmigielskiej Kolei Powiatowej w Śmiglu“ weitergeführt. Die Abschnitte Rakoniewice–Wielichowo und Bojanowo Stare (Stare Bojanowo)–Krzywiń wurden zunächst nicht im Personenverkehr bedient.

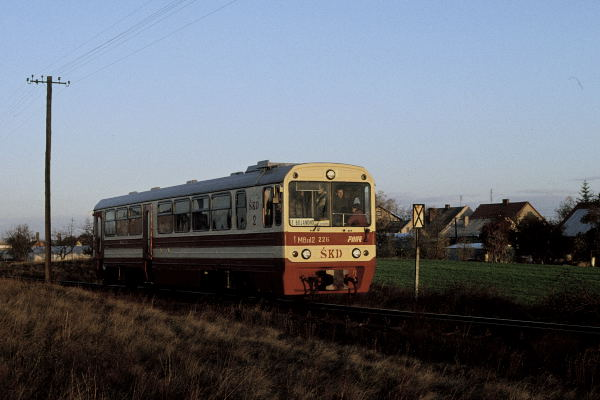
Triebwagen MBxd2 226 zwischen Śmigiel und Nietążkowo Szkoła (2003)

### Betrieb durch die PKP (1949–2001)
Am 1. Juli 1949 erfolgte die Eingliederung in die Polnische Staatsbahn (PKP) als Śmigielska Kolej Dojazdowa.
1952 wurde die Umspurung von 1000 mm auf 750 mm in Angriff genommen, um Meterspurmaterial für die von Abbauten durch die Sowjetunion betroffenen Pommerschen Schmalspurbahnen zu gewinnen. Beginnend in Rakoniewie wurde die gesamte Strecke bis 1956 umgespurt. Dabei erfolgte teilweise eine Neutrassierung durch Verlegung des Gleises aus der Straße auf den Seitenstreifen. Der Personenverkehr wurde fortan wieder auf ganzer Länge durchgeführt.
Am 1. Juni 1973 wurde der Gesamtverkehr auf dem Abschnitt Rakoniewice–Wielichowo eingestellt und die Strecke in den Folgejahren abgebaut. Am 1. Juli 1979 wurde die Strecke Zgliniec–Krzywiń wegen Anlegung eines Stausees stillgelegt.
Der Abschnitt Stare Bojanowo–Wielichowo erlebte dagegen in den 1980er Jahren einen Aufschwung mit deutlicher Ausweitung des Verkehrsangebots. An Schultagen verkehrten bis zu acht Zugpaare zwischen Śmigiel und Śniaty, davon sieben weiter nach Wielichowo. Zwischen Śmigiel und Stare Bojanowo bestand umfangreicher Zubringerverkehr zur Hauptbahn mit bis zu 13 Zugpaaren.
Der Abschnitt Stare Bojanowo–Zgliniec blieb davon unberührt, dort verkehrten immer nur zwei Zugpaare täglich. Der Betrieb endete 1990, die Strecke wurde danach abgebaut.
In den 1990er Jahren wurde das Angebot im Personenverkehr stark verringert, 1993 wurde der Personenverkehr auf dem Abschnitt Śniaty–Wielichowo eingestellt. Der Güterverkehr lief jedoch weiter.
Im letzten Fahrplanjahr der PKP (2000/2001) verblieben noch zehn Zugpaare Stare Bojanowo–Śmigiel (nur zwei davon sonntags, ansonsten nur montags bis freitags) sowie nur an Schultagen drei Zugpaare Śmigiel–Bielawy, davon zwei weiter bis Śniaty. Zum 1. April 2001 wurde wie bei allen verbliebenen polnischen Schmalspurbahnen der Fahrplan auf ein Minimum zusammengekürzt, es verblieben nur noch je zwei Zugpaare Stare Bojanowo–Śmigiel und Śmigiel–Śniaty, die jedoch gleichzeitig verkehrten, so dass immer noch zwei Triebwagen benötigt wurden. Für den Fahrplan 2001/2002 wurde zunächst auch dieses Angebot angekündigt, tatsächlich verkehrte ab 11. Juni 2001 jedoch nur noch ein Zugpaar Śmigiel–Stare Bojanowo. Der Personenverkehr unter PKP-Regie endete am 23. Juni 2001. Der Güterverkehr lief noch bis zum Herbst 2001 weiter, dann wurde der Betrieb eingestellt und die Strecke der Immobilienabteilung der PKP übertragen.

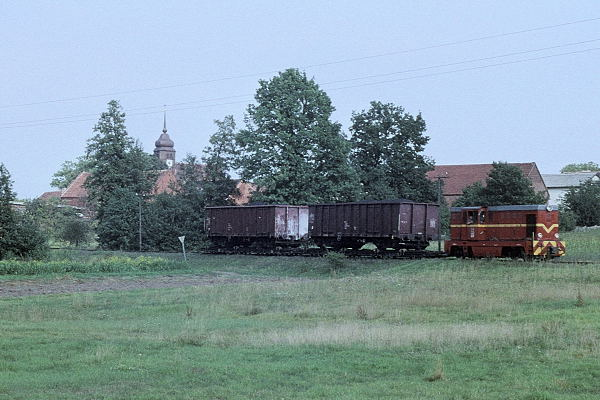
Lxd2 266 mit Rollwagenzug in Stare Bojanowo (2004)

### Übernahme durch die SKPL (ab 2002)
Nach Einstellung des Betriebs durch die PKP wurde die Strecke von der Gmina Śmigiel übernommen. Am 4. Februar 2002 wurde der Personenverkehr auf dem Abschnitt Śniaty–Stare Bojanowo wieder aufgenommen. In der Nähe der Schule von Nietążkowo wurde der Haltepunkt Nietążkowo Szkoła angelegt. Im Dezember 2002 wurde der Personenverkehr bis nach Wielichowo ausgedehnt.
Regulärer Personenverkehr wird nur montags bis freitags angeboten, der größte Teil des Verkehrsaufkommens wird durch den Schülerverkehr zwischen Nietążkowo Szkoła und den Orten in beide Richtungen der Strecke bestimmt. Die drei Zugpaare nach Wielichowo werden nur an Schultagen gefahren, ebenso ist in den Ferien der Verkehr nach Stare Bojanowo erheblich gekürzt. Zeitweise war in den Ferien der Verkehr komplett eingestellt. Das Fahrplanangebot zwischen Śmigiel und Stare Bojanowo war ab 2002 durch zahlreiche Kürzungen und Erweiterungen geprägt und bestand aus drei bis acht Zugpaaren. Mehrmals wurde von der SKPL aufgrund mangelnder Kostendeckung die Einstellung des Betriebs angedroht.
2002 wurde auch der Güterverkehr wieder aufgenommen. Gütertarifpunkte sind neben dem Übergabebahnhof in Stare Bojanowo die Bahnhöfe Śmigiel, Wilkowo Polskie und Wielichowo.
Zum Jahresende 2007 wurde der Personenverkehr zwischen Śniaty und Wielichowo wieder eingestellt. Am 28. März 2008 endete der gesamte Betrieb zwischen Śmigiel und Wielichowo aufgrund des schlechten Gleiszustands. Im September 2009 fanden jedoch wieder Sonderfahrten nach Wielichowo statt. Für den 25. Juni 2010 hat die SKPL die Einstellung des restlichen Personenverkehrs zwischen Stare Bojanowo und Śmigiel angekündigt.
| \| \| 0,0 \| Rakoniewice (Rakwitz) Anschluss an Wolsztyn–Poznań \| Rakoniewice (Rakwitz) Anschluss an Wolsztyn–Poznań \| \| \| 2,4 \| Dębsko (Dembsko) \| Dębsko (Dembsko) \| \| \| \| Wielichowo Zachód \| \| \| \| 7,8 \| Wielichowo \| Wielichowo \| \| \| 9,6 \| Ziemin \| Ziemin \| \| \| 10,3 \| Ziemin Ładownia \| Ziemin Ładownia \| \| \| 13,9 \| Śniaty \| Śniaty \| \| \| 16,3 \| Wilkowo Polskie (Polnisch Wilke) \| Wilkowo Polskie (Polnisch Wilke) \| \| \| 18,9 \| Bielawy Śmigielskie (Bielawy) \| Bielawy Śmigielskie (Bielawy) \| \| \| 19,8 \| Żegrówko \| Żegrówko \| \| \| 21,3 \| Żegrowo (Seeger) \| Żegrowo (Seeger) \| \| \| 23,0 \| Nowa Wies Kosciańska \| Nowa Wies Kosciańska \| \| \| 24,0 \| Śmigiel Zachód \| Śmigiel Zachód \| \| \| \| ehemalige Fernverkehrsstraße 5 \| \| \| \| 26,0 \| Śmigiel (Schmiegel) \| Śmigiel (Schmiegel) \| \| \| 26,7 \| Nietążkowo Szkoła \| Nietążkowo Szkoła \| \| \| \| Fernverkehrsstraße S5 \| \| \| \| 27,5 \| Nietążkowo \| Nietążkowo \| \| \| 28,3 \| Bocznia Cegielni Nietążkowo \| Bocznia Cegielni Nietążkowo \| \| \| 29,1 \| Robaczyn \| Robaczyn \| \| \| 30,60,0 \| Stare Bojanowo Wąskotorowe \| Stare Bojanowo Wąskotorowe \| \| \| 0,2 \| Stare Bojanowo Wąskotorowe (Alt Boyen) \| Stare Bojanowo Wąskotorowe (Alt Boyen) \| \| \| \| Unterführung unter der Strecke Wrocław–Poznań \| \| \| \| 31,1 \| Stare Bojanowo Towarowe \| Stare Bojanowo Towarowe \| \| \| \| \| \| \| \| 33,0 \| Parsko (keine Bedienung nach 1945) \| Parsko (keine Bedienung nach 1945) \| \| \| 34,1 \| Spławie Śmigielskie \| Spławie Śmigielskie \| \| \| 36,2 \| Karmin \| Karmin \| \| \| 37,8 \| Chełkowo \| Chełkowo \| \| \| 40,0 \| Jezierzyce Wielkopolskie \| Jezierzyce Wielkopolskie \| \| \| 42,5 \| Zgliniec \| Zgliniec \| \| \| 43,8 \| Jurkowo \| Jurkowo \| \| \| 47,5 \| Czerwona Wieś \| Czerwona Wieś \| \| \| 48,6 \| Krzywiń (Kriewen) \| Krzywiń (Kriewen) \| |         |                                                    |                                                    |
| Kopfbahnhof Streckenanfang (Strecke außer Betrieb) | 0,0     | Rakoniewice (Rakwitz) Anschluss an Wolsztyn–Poznań | Rakoniewice (Rakwitz) Anschluss an Wolsztyn–Poznań |
| Haltepunkt / Haltestelle (Strecke außer Betrieb) | 2,4     | Dębsko (Dembsko)                                   | Dębsko (Dembsko)                                   |
| Haltepunkt / Haltestelle (Strecke außer Betrieb) |         | Wielichowo Zachód                                  | Wielichowo Zachód                                  |
| Kopfbahnhof Strecke bis hier außer Betrieb | 7,8     | Wielichowo                                         | Wielichowo                                         |
| Haltepunkt / Haltestelle | 9,6     | Ziemin                                             | Ziemin                                             |
| Dienststation / Betriebs- oder Güterbahnhof | 10,3    | Ziemin Ładownia                                    | Ziemin Ładownia                                    |
| Bahnhof | 13,9    | Śniaty                                             | Śniaty                                             |
| Bahnhof | 16,3    | Wilkowo Polskie (Polnisch Wilke)                   | Wilkowo Polskie (Polnisch Wilke)                   |
| Bahnhof | 18,9    | Bielawy Śmigielskie (Bielawy)                      | Bielawy Śmigielskie (Bielawy)                      |
| Haltepunkt / Haltestelle | 19,8    | Żegrówko                                           | Żegrówko                                           |
| Haltepunkt / Haltestelle | 21,3    | Żegrowo (Seeger)                                   | Żegrowo (Seeger)                                   |
| Bahnhof | 23,0    | Nowa Wies Kosciańska                               | Nowa Wies Kosciańska                               |
| Haltepunkt / Haltestelle | 24,0    | Śmigiel Zachód                                     | Śmigiel Zachód                                     |
| Bahnübergang |         | ehemalige Fernverkehrsstraße 5                     | ehemalige Fernverkehrsstraße 5                     |
| Bahnhof | 26,0    | Śmigiel (Schmiegel)                                | Śmigiel (Schmiegel)                                |
| Haltepunkt / Haltestelle | 26,7    | Nietążkowo Szkoła                                  | Nietążkowo Szkoła                                  |
| Strecke mit Straßenbrücke |         | Fernverkehrsstraße S5                              | Fernverkehrsstraße S5                              |
| Haltepunkt / Haltestelle | 27,5    | Nietążkowo                                         | Nietążkowo                                         |
| Abzweig geradeaus und ehemals von links | 28,3    | Bocznia Cegielni Nietążkowo                        | Bocznia Cegielni Nietążkowo                        |
| Haltepunkt / Haltestelle | 29,1    | Robaczyn                                           | Robaczyn                                           |
| Dienststation / Betriebs- oder Güterbahnhof | 30,60,0 | Stare Bojanowo Wąskotorowe                         | Stare Bojanowo Wąskotorowe                         |
| Abzweig geradeaus und nach links · Kopfbahnhof Streckenende und quer | 0,2     | Stare Bojanowo Wąskotorowe (Alt Boyen)             | Stare Bojanowo Wąskotorowe (Alt Boyen)             |
| Kreuzung geradeaus unten · Bahnhof quer |         | Unterführung unter der Strecke Wrocław–Poznań      | Unterführung unter der Strecke Wrocław–Poznań      |
| Abzweig geradeaus, nach links und von links · Betriebs-/Güterbahnhof Streckenende und quer | 31,1    | Stare Bojanowo Towarowe                            | Stare Bojanowo Towarowe                            |
| |         |                                                    |                                                    |
| Haltepunkt / Haltestelle (Strecke außer Betrieb) | 33,0    | Parsko (keine Bedienung nach 1945)                 | Parsko (keine Bedienung nach 1945)                 |
| Haltepunkt / Haltestelle (Strecke außer Betrieb) | 34,1    | Spławie Śmigielskie                                | Spławie Śmigielskie                                |
| Haltepunkt / Haltestelle (Strecke außer Betrieb) | 36,2    | Karmin                                             | Karmin                                             |
| Haltepunkt / Haltestelle (Strecke außer Betrieb) | 37,8    | Chełkowo                                           | Chełkowo                                           |
| Haltepunkt / Haltestelle (Strecke außer Betrieb) | 40,0    | Jezierzyce Wielkopolskie                           | Jezierzyce Wielkopolskie                           |
| Bahnhof (Strecke außer Betrieb) | 42,5    | Zgliniec                                           | Zgliniec                                           |
| Haltepunkt / Haltestelle (Strecke außer Betrieb) | 43,8    | Jurkowo                                            | Jurkowo                                            |
| Haltepunkt / Haltestelle (Strecke außer Betrieb) | 47,5    | Czerwona Wieś                                      | Czerwona Wieś                                      |
| Kopfbahnhof Streckenende (Strecke außer Betrieb) | 48,6    | Krzywiń (Kriewen)                                  | Krzywiń (Kriewen)                                  |

## Strecke
Charakteristisch für den Abschnitt Wielichowo–Śmigiel ist die fast durchgängige Führung unmittelbar neben der Straße, auch innerhalb der Orte.
In Wielichowo ist von der weiterführenden Strecke nach Rakoniewice nur ein stillgelegtes Ladegleis übriggeblieben. Der Lokschuppen wurde mit Einstellung des Betriebs nach Rakoniewice überflüssig, er wurde später vom Gleisnetz abgehängt und 2002 abgerissen. Südlich vom Bahnhof befinden sich die Gütergleise zur Bedienung des örtlichen Landhandels.
Südlich von Ziemin befindet sich der ehemalige Bahnhof Ziemin, der als „Ziemin Ładownia“ bezeichnet wird, aber kein Gütertarifpunkt ist. Als Haltepunkt dient ein innerhalb des Ortes angelegter Bahnsteig.
Der Bahnhof Śniaty verfügt nur noch über ein mit einer Weiche angeschlossenes Nebengleis.
In Wilkowo Polskie befindet sich der dreigleisige Bahnhof in der Ortsmitte. Er ist zwar Gütertarifpunkt, wird aber nur noch sehr selten im Güterverkehr bedient.
Der Bahnhof Bielawy Śmigielskie ermöglicht Zugkreuzungen, ist aber kein Gütertarifpunkt.
In Nowa Wies Kosciańska befindet sich ebenfalls ein zweites Gleis. Da auf diesem aber ein Güterwagen als Wartehäuschen steht, sind Zugkreuzungen dort nicht möglich.
Südwestlich des Bahnhofs Śmigiel wird die ehemalige Fernverkehrsstraße 5 gekreuzt. Der Bahnübergang kann durch Schranken gesichert werden; seit Übernahme des Betriebs durch die SKPL werden die Schranken jedoch nicht mehr bedient, der Bahnübergang wird vom Begleitpersonal des Zuges gesichert.
Das Bahnbetriebswerk befindet sich östlich des Bahnhofs Śmigiel, ohne von diesem eindeutig abgetrennt zu sein.
Zwischen Nietążkowo und Robaczyn befindet sich der Abzweig des nicht mehr betriebsfähigen Anschlussgleises der Ziegelei Nietążkowo.
Die Strecke hat in Stare Bojanowo Anschluss an die Hauptbahn Poznań–Wrocław. Die Triebwagen im Personenverkehr fahren vom Stumpfgleis am Empfangsgebäude des Bahnhofs ab. Der Güterbahnhof liegt auf der Rückseite des Bahnhofs und verfügt über eine Anlage zum Verladen von Normalspurgüterwagen auf Rollwagen. Der Abzweigbahnhof trägt ebenfalls den Namen „Stare Bojanowo Wąskotorowe“, hat auch noch einen Bahnsteig, ist aber nur noch Betriebsbahnhof.
Vom Abzweig der ehemaligen Strecke nach Zgliniec und Krzywiń ist nur noch das Gleisdreieck im Güterbahnhof übriggeblieben.

## Fahrzeuge

### Spurweite 1000mm (1900–1956)
Die Bahn verfügte 1909 über fünf Lokomotiven der Baujahre 1899 und 1900, von denen drei von den PKP unter den Baureihenbezeichnungen Ty3 und Ty4 übernommen wurden, acht Personenwagen, drei Packwagen und 112 Güterwagen sowie Rollböcke für den Transport normalspuriger Güterwagen.
1944 wurden zwei neue Lokomotiven angeschafft, die später von den PKP unter der Bezeichnung Ty5 eingereiht wurden.
Nach Beendigung der Umspurung wurde das Fahrzeugmaterial an die Pommerschen Schmalspurbahnen abgegeben.

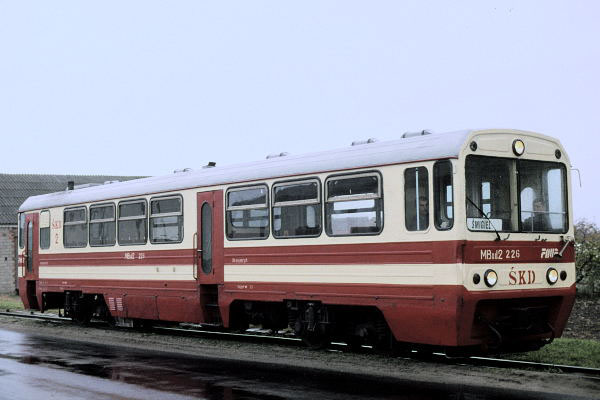
Triebwagen MBxd2 226 in der Lackierung der Śmigielska Kolej Dojazdowa (2003)

### Spurweite 750mm (ab 1952)
Die ersten Nachkriegsfahrzeuge nach der Umspurung waren Dampflokomotiven der Baureihe Px48. Ab 1971 wurden Dieseltriebwagen der Baureihe MBxd1 zugeführt, ab 1972 Diesellokomotiven der Baureihen Lyd1 und Lxd2. 1973 konnte der Einsatz von Dampflokomotiven beendet werden.
1986 erhielt die Śmigielska Kolej Dojazdowa die ersten vier Neubautriebwagen der Baureihe MBxd2 aus Rumänien. Drei weitere folgten 1996 nach Einstellung des Verkehrs auf der Opalenicka Kolej Dojazdowa und Gdańska Kolej Dojazdowa. Die MBxd2 der Śmigielska Kolej Dojazdowa erhielten ab Ende der 1990er Jahre eine etwas abweichende Lackierung mit umlaufenden Zierstreifen und rot lackierten Türen, aber ohne die ansonsten üblichen schräg verlaufenden Zierstreifen an der Front und im Türbereich.
Ebenfalls ab 1986 kamen drei Personenwagen der rumänischen Bauart A208P (Baureihenbezeichnung Bxhpi) zum Einsatz.
Nach Übernahme des Betriebs durch die SKPL wurde bei allen im Betrieb stehenden Fahrzeugen der Schriftzug „PKP“ durch „ŚKD“ ersetzt.